# Лубениця-Суперункі
Лубениця-Суперункі (пол. Łubienica-Superunki) — село в Польщі, у гміні Покшивниця Пултуського повіту Мазовецького воєводства.
Населення — 241 особа (2011).
У 1975-1998 роках село належало до Цехановського воєводства.

## Демографія
Демографічна структура станом на 31 березня 2011 року:
|          | Загалом | Допрацездатний вік | Працездатний вік | Постпрацездатний вік |
| -------- | ------- | ------------------ | ---------------- | -------------------- |
| Чоловіки | 120     | 32                 | 76               | 12                   |
| Жінки    | 121     | 26                 | 66               | 29                   |
| Разом    | 241     | 58                 | 142              | 41                   |